# Oxira hospitalis
Oxira hospitalis är en fjärilsart som beskrevs av Augustus Radcliffe Grote 1882. Oxira hospitalis ingår i släktet Oxira och familjen nattflyn. Inga underarter finns listade i Catalogue of Life.